# Тамгали
Тамгали — це петрогліфи в Жетису Казахстан, внесені до списку світової спадщини ЮНЕСКО у 2004 році.
Тамгали розташована за 170 км (автомобільною дорогою) на північний захід від Алмати.

## Історичні події
Петрогліфи Танбали (Тамгали) виявлені в 1957 році А. Р. Максимовою (Семиреченський загін ЮКЕ ІІАЕ Академії наук Казахстанської РСР), в 1970-1980-ті рр. пам'ятки урочища досліджувалися геологами А. Р. Медоєвим та Б. Ж. Аубекеровим, археологами А. М. Марьяшевим, А. С. Єрмолаєвою, в 1988—2005 рр. А. Є. Рогожинським.
У 2003 році заснований державний історико-культурний та природний заповідник «Тамгали». У 2004 р. «Петрогліфи археологічного ландшафту Тамгали» включені до Списку всесвітньої спадщини ЮНЕСКО.
На території заповідника Тамгали відомо більше ста різних пам'яток — поселень, могильників, жертовників і скупчень петрогліфів, зосереджених на території близько 900 гектар і датуються в інтервалі від середини XIV—XIII ст. до н. е. до рубежу XIX—XX ст. Найдавнішими мешканцями Тамгали були племена епохи бронзи андронівської культури в II тис. до н. е. Ядром комплексу у всі часи залишався каньйон, на скелях якого, умовно позначених як I—V групи, збереглося близько 3000 петрогліфів.
Поблизу, біля підніжжя однієї гори, розташований великий некрополь, де самі стародавні поховання здійснювалися в XIV—XIII ст. до н. е. На передгірній рівнині відокремленими групами виділяються кургани кочівників I тис. до н. е. — I тис. н. е., в тому числі курган з кам'яними грядами-«вусами». Вся ця територія, включаючи каньйон з петрогліфами, з найдавніших часів була культовою зоною, в межах якої люди не жили, а відвідували її в церемоніальних цілях. Жителі Тамгали мешкали на периферії урочища, тут знайдено залишки стародавніх поселень і стоянок.

Тамгали

## Опис пам'ятника
Найяскравішою пам'яткою Тамгали є невеликий каньйон, утворений в гирлі ущелини. Тут на вигинах долини скелясті схили часом впритул підступають один до одного, утворюючи майже замкнутий простір. Великі і гладенькі поверхні скель покриті «пустельною засмагою», який служив ідеальним фоном для створення наскельних малюнків. Протягом багатьох століть скелі каньйону з петрогліфами і вузька долина Тамгали зберігали значення святилища — місця, де відбувалися ритуальні церемонії, проходили магічні обряди, поклоніння богам і духам предків.
Петрогліфи Тамгали є найбільш важливим джерелом і мають, крім того, величезну художню цінність. Малюнки епохи бронзи відрізняються величиною, в середньому 25-30 см, іноді до 60-70 см і 1 метра. Поряд із зображеннями тварин — диких биків, коней, куланів, оленів, кабанів і вовків — в репертуарі присутні фантастичні антропоморфні персонажі, переодягнені в звірині шкіри чудовиська із загнутими гачкуватими руками, мужні воїни з палицями і бойовими сокирами, а також божества з променистими німбами навколо голови, так звані «сонцеголові».
Багато петрогліфів Тамгали епохи бронзи унікальні в наскельному мистецтві Центральної Азії. Шедевром первісної наскельної творчості є вертикальне панно (IV група, пл. 118) із зображеннями 6-7 солярних персонажів, десяти танцюючих чоловіків-воїнів зі зброєю, жінки-породіллі, еротичної сцени і «адорантів». Висока культурна значущість Тамгали у багатовіковій історії Казахстану полягає в тому, що тут художники епохи бронзи вперше створили зримий образ божества, надавши йому антропоморфний вигляд. Також багато петрогліфів епохи раннього заліза.
Витончені малюнки сакських художників створювалися поруч з петрогліфами епохи бронзи, але частіше поверх них, грубо перекриваючи стародавні зображення. Полювання на диких тварин, переслідування хижаками оленів або козлов були головними темами наскельного мистецтва. Кінний воїн-прапороносець, герой і переможець, стає улюбленим персонажем середньовічного мистецтва. Військові поєдинки, облавне полювання і сцени кочівлі передають зміст повсякденного життя кочових народів. Незвичайним виглядає зображення слона з наїзником — яскраве свідчення взаємообміну культур доби Великого Шовкового шляху.
Особливу історичну цінність мають надписи (давньотюркський рунічний IX—X ст., ойратський кінця XVII — середини XVIII ст., казахські XIX ст.) і родові тамги, залишені на скелях різними народами, для яких урочище Тамгали було місцем проживання і святинею.
По території комплексу Тамгали, відкритою для відвідування туристами, проходять два основних маршрути (оглядова екскурсія і спеціальна) і два факультативних на VI групу петрогліфів і суміжну з каньйоном ущелину «Сункарсай» — з оглядом петрогліфів тюркської епохи.
У Тамгали є рідкісні види рослин, що зустрічаються тільки в Чу-Ілійських горах і занесені до Червоної книги Казахстану — тюльпан Регеля, юнона Кушакевича та інші, які потребують спеціального захисту. З диких тварин тут мешкають вовки, лисиці, зайці, черепахи, змії, а також багато птахів, у тому числі хижих — степовий орел, кібчик, сокіл балобан.

## Місцезнаходження об'єкта
Комплекс Танбали (Тамгали) знаходиться за 170 км на північний захід від р. Алмати, за 4 км на північ від аулу Карабастау Жабилського району Алматинської області. Офіс заповідника-музею «Тамгали» розміщується в а. Карабастау і а. Узин-Каргали.

## Зебереженість пам'ятки
Пам'ятка перебуває під охороною держави, входить до Державного списку пам'яток історії та культури республіканського значення, до Списку всесвітньої спадщини ЮНЕСКО. Фізична охорона пам'ятника на місці здійснюється Заповідником-музеєм «Тамгали».

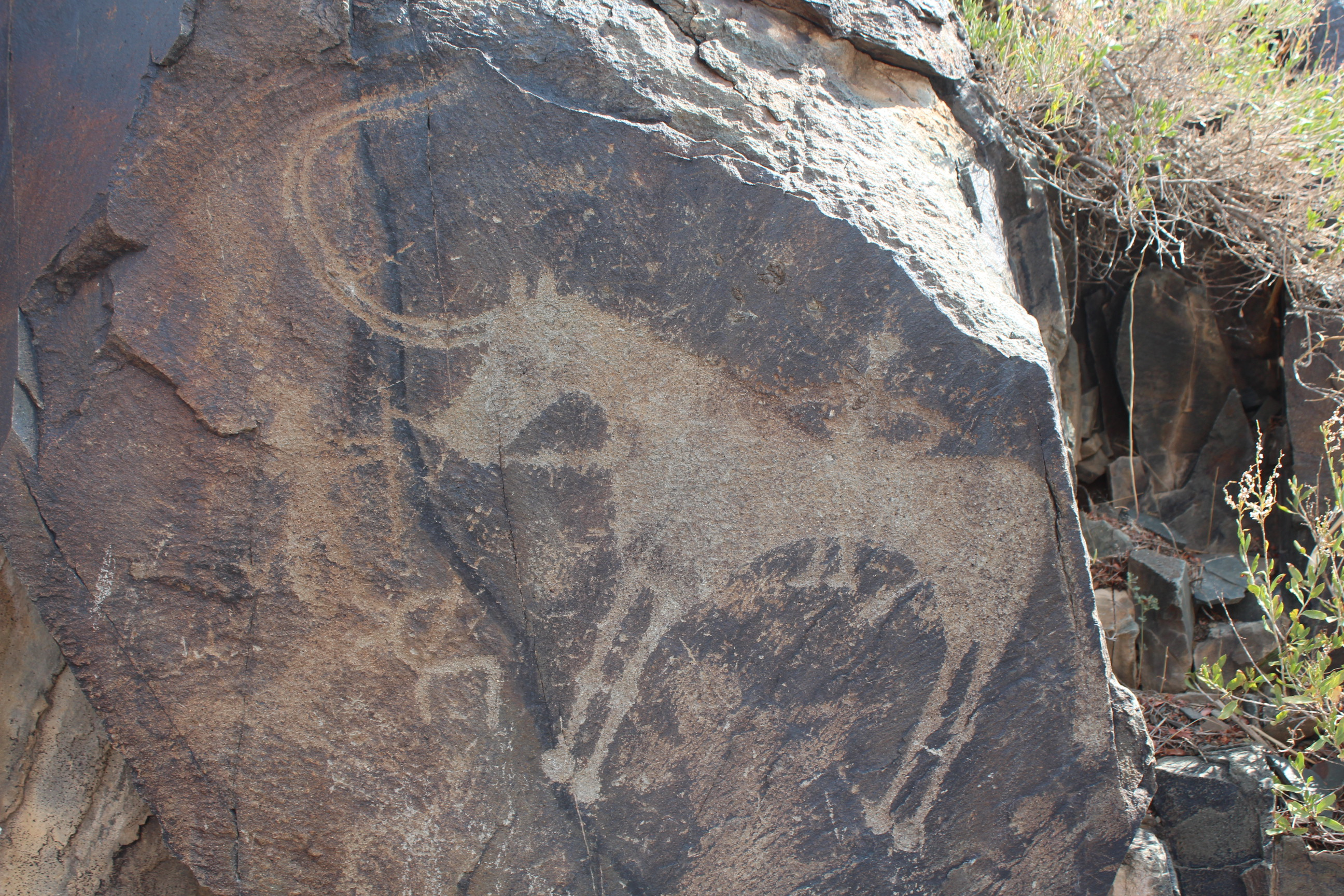
Стародавні кам'яні різьблення (петрогліфи), знайдені в невеликій ущелині в Тамгали
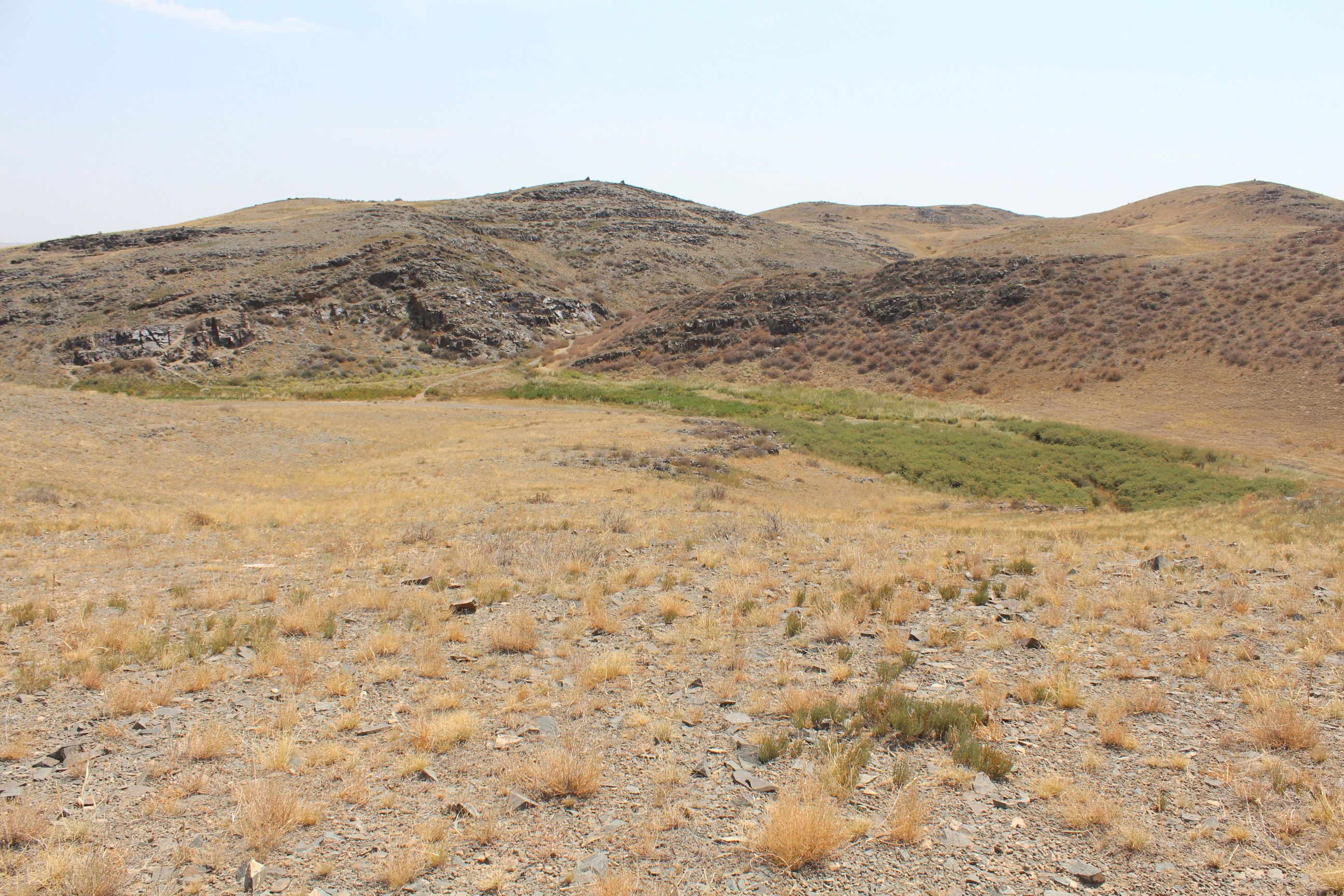
Вигляд невеликого яру, що містить петрогліфи
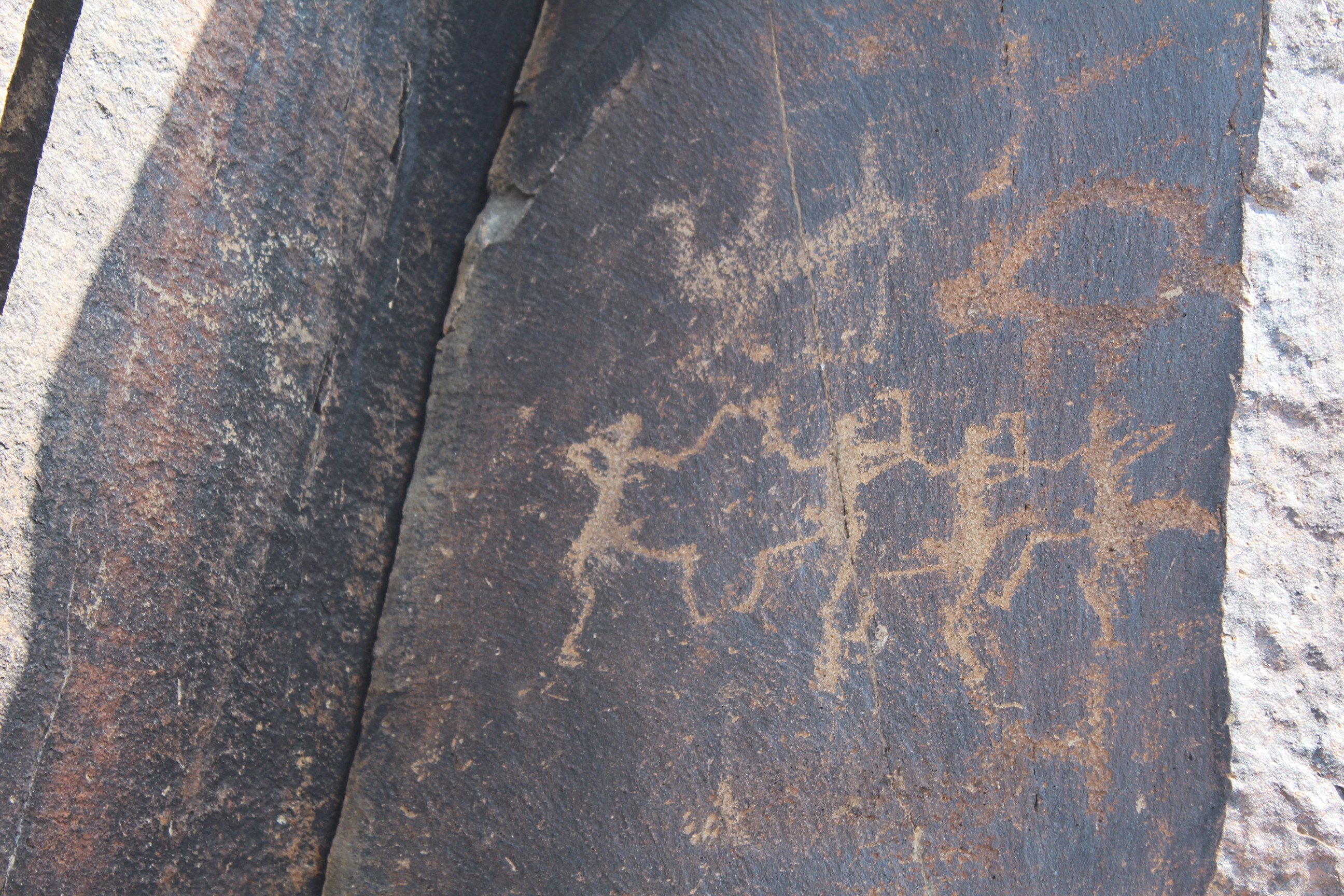
Петроглифы древнего племенного танца и животных
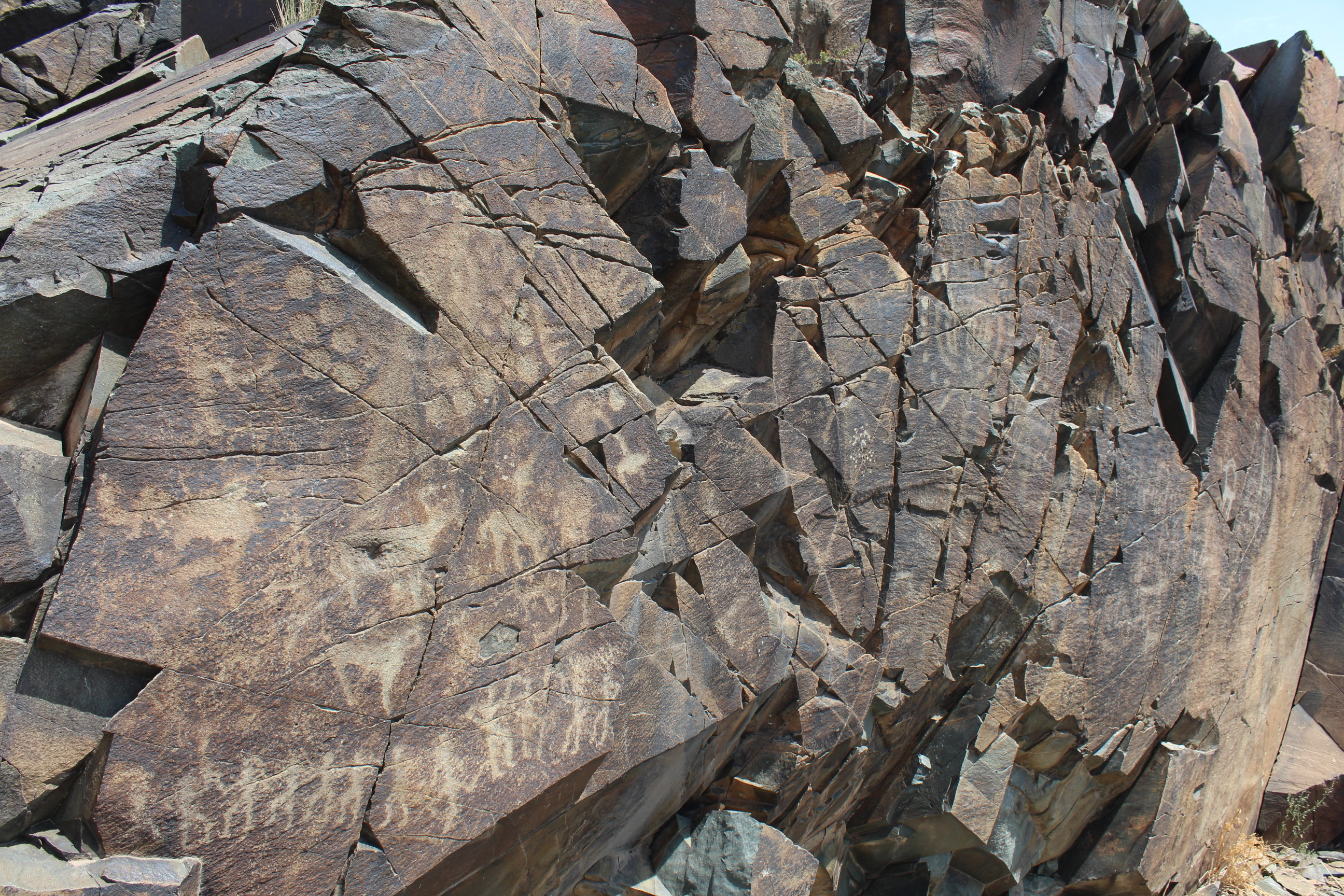
Найбільша група петрогліфів
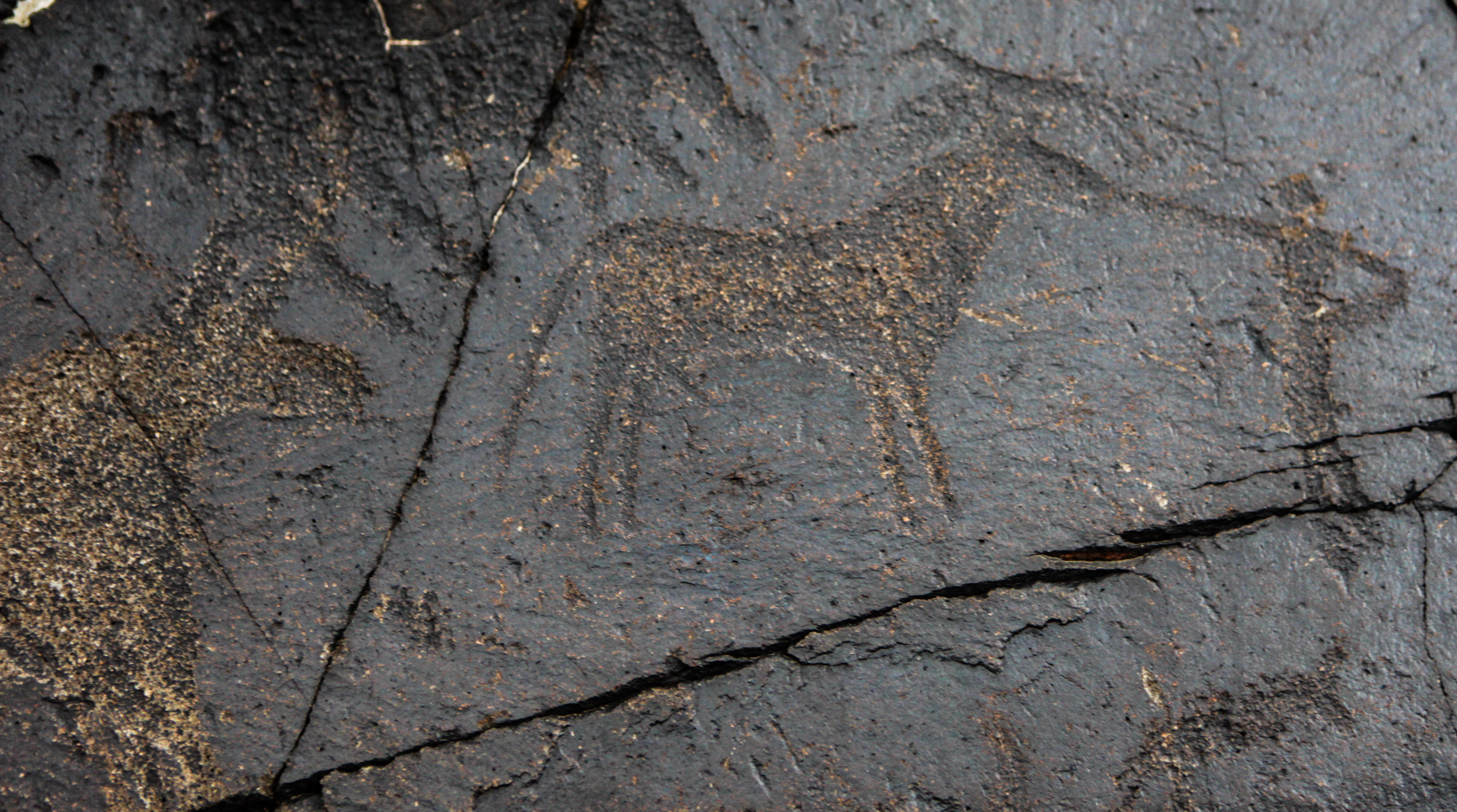
Петрогліфи в Тамгали
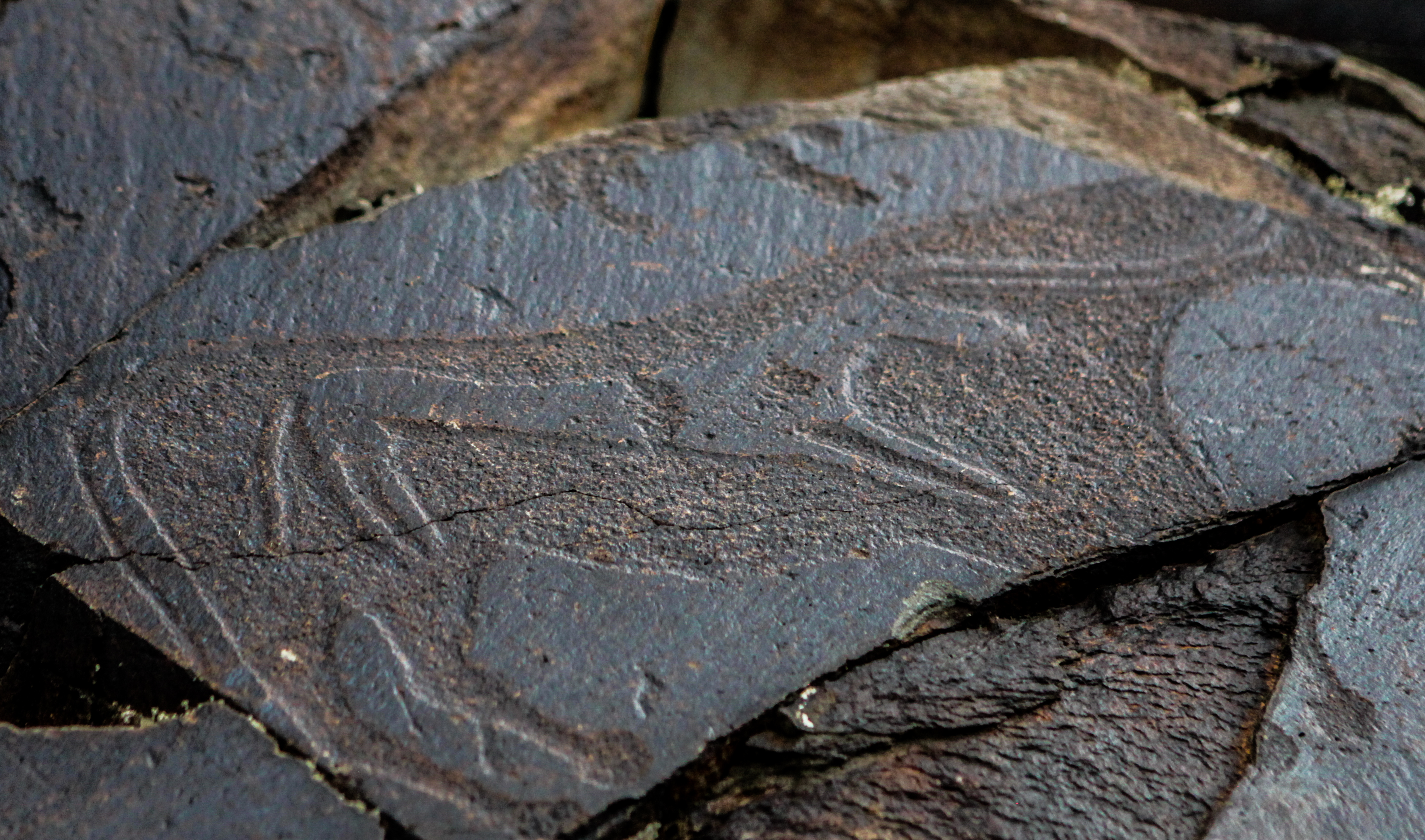
Петрогліфи в Тамгали
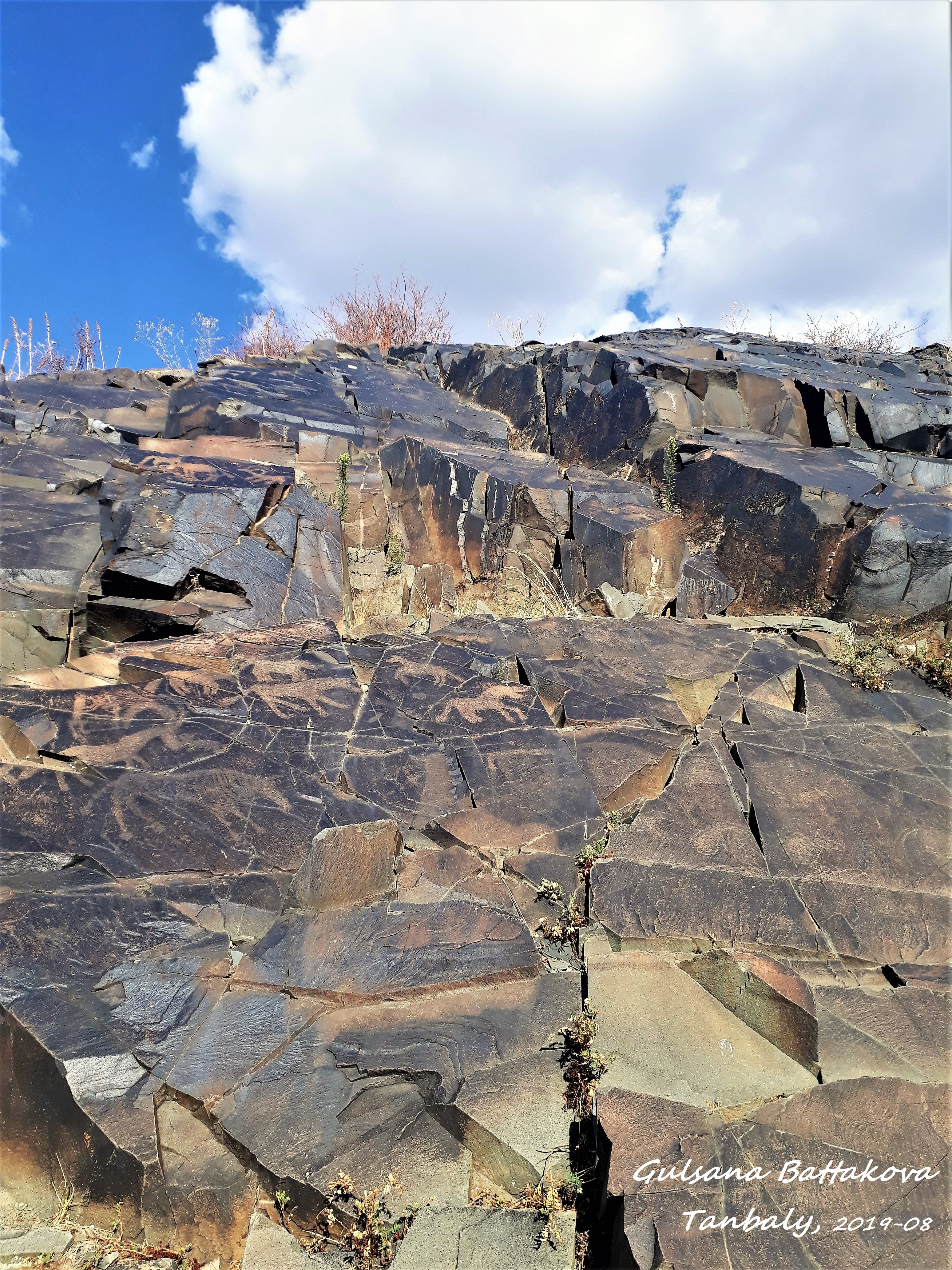